# 2048 Дворнік
2048 Дворнік  (2048 Dwornik) — астероїд головного поясу, відкритий 27 серпня 1973 року.
Тіссеранів параметр щодо Юпітера — 3,784.